# Кораловий корінь
Кора́ловий Кóрінь — ботанічна пам'ятка природи місцевого значення в Україні. Розташована в межах Перегінської селищної громади Калуського району Івано-Франківської області, на захід від села Осмолода.
Площа 0,5 га. Статус — з 1996 року. Перебуває у відання ДП «Осмолодське лісове господарство», Мшанське лісництво.
Створена для захисту великої популяції рідкісної сапрофітної орхідеї — коральковця тричінадрізаного, який занесений до Червоної книги України. Народна назва рослини — «кораловий корінь» — дана завдяки характерному підземному коралоподібному корінню. Типово для вологих лісів, даний вид зростає на периферії долинки потоку там, де до неї підходить смерековий ліс, вкритий у підніжжі зеленим мохом. Популяція є великою — налічує декілька десятків екземплярів, 20 з яких квітують. Цей голарктичний вид має високу життєздатність, зростає в лісових, лісостепових, а іноді й у степових районах (у долинах річок), зрідка зростає у гірському Криму. Для Українських Карпат вид є притаманний для Чивчино-Гринявських гір (Путильський район), в той час як для околиць Осмолоди присутність даного виду не повідомлялась. Дана орхідея ніде в Україні під охороною не перебуває. 
У рослинному покриві долинки переважає вологолюбний вид — кремена несправжня, значна зімкнутість широких листків якої обмежує зростання інших видів; в незначній кількості зростає тут кардамінопсис пісковий. Ближче до русла серед рідкісних рослин зростає карпатський ендемік — тоція карпатська.

## Догляд
У 2007 році громадською організацією «Карпатські стежки» за сприяння Посольства Королівства Нідерландів в Україні було встановлено охоронний знак. Станом на серпень 2014 р. довкола пам'ятки природи було вирубано ліс, територія пам'ятки збережена у вигляді острова.